# 安平站 (辽阳)
安平站，位于中华人民共和国辽宁省辽阳市弓长岭区安平街道，是辽溪铁路上的火车站，建于1934年。

## 車站周邊
- 弓长岭客运站
- 弓长岭区交通局
- 佳佳泰商业广场
- 弓长岭区妇幼保健所
- 雷锋小学

## 歷史
- 建于1934年。

## 外部連結
- 中国铁路客户服务中心 （页面存档备份，存于）